# Литијум карбонат
Литијум карбонат је неорганско хемијско једињење хемијске формуле 3.
Соли литијума спадају у друпу антипсихотика, делују антиманијски и стабилизују афект. Користе се за спречавање осцилација афекта код манично-депресивне психозе (биполарни поремећај афекта). Најчешће се користи литијум карбонат, а поред њега су у употреби и сулфат, цитрат и аспартат литијума.

## Хемијске особине

### Својства
Приликом добијања таложи се као бела чврста супстанца и за разлику од карбоната других алкалних метала мало се раствара у води (1,45 грама у 100 g воде на 0 °C, односно 1,38 грама на 15 °C). Са додатком угљен-диоксида ствара се растворни литијум-бикарбонат:
Загревањем карбоната на 800 °C у струји водоника настаје оксид:

### Добијање
Може се добити мешањем раствора амонкарбоната и неке литијумове соли. Из добијеног карбоната се даље могу добити неке друге соли литијума (попут нитрата или сулфата) реакцијом са одговарајућом киселином.

## Фармакологија

### Механизам деловања
Тачан механизам антиманичног дејства литијума још увек није потпуно разјашњен. Литијум делује на функције неуротрансмитера, функцију ћелијске мембране, метаболизам катјона и воде. Свој главни ефекат литијум остварује блокадом метаболизма инозитол фосфата. Литијум блокира превођење инозитол дифосфата у инозитол монофосфат, због чега је смањена синтеза фосфатидил инозитол бифосфата и диацилглицерола (који су значајни други гласници). Коначан ефекат инхибиције метаболизма инозитол фосфата је смањење ефектра неуротрансмитера на ћелијску мембрану.
Екстрацелуларно, литијум стимулише ефлукс (излазак из ћелије) натријума директном разменом јона и стимулацијом натријум-калијумове пумпе. Заменом калцијумовог или магнезијумовог јона литијумом се повећава пермеабилност (пропустљивост) мембране. Додатно, сматра се да литијум убрзава пресинаптичку разградњу катехоламина.
Новија истраживања указују на могући утицај литијума на циркадијални ритам, модификацију ексспресије гена, или азотоксидни пут у мозгу.

### Индикације
Литијум сузбија нападе маније и „пегла“ промене расположења па се користи у терапији маничне базе биполарног поремећаја (по потреби са другим антипсихотицима, могућа је и профилактичка примена), код алкохолизма у коме долази до смене маније и депресије и код шизоафективних поремећаја (мешавина схизофреније и поремећаја афекта). Литијум не делује на неуротичке депресије.

### Нежељена дејства
Терапијска ширина литијума је јако мала, а нежељени екетки бројни: тремор, атаксија, дизартрија, депресија функције тироидее, полидипсија и полиурија. Током терапије може доћи до појаве нефрогеног diabetes insipidus који се не може поправити вазопресином али може тиазидним диуретицима (уз корекцију дозе литијума). Како литијум лако прелази у млеко, код одојчета се могу појавити летаргија, цијаноза, поремећаји рефлекса и хепатомегалија.

### Контраидикације
Литијум је контраиндикован код преосетљивости на лек, поремећаја бубражне функције, срчане декомпензације, оштећења спроводног система срца, микседема, хипонатријемије и тешке дехидратације.

### Фармакокинетика
Литијум карбонат се из дигестивног тракта ресорбије брзо и комплетно. Максималне концентрације у плазми постиже за 30 минута до 2 часа по узимању лека. Брзо се расподељује по телесним течностима, али споро улати у ћелију. Комплетно се излучује урином, а време полуелиминације износи око 20 часова.
Диуретици и нестероидни антиинфламаторни лекови смањују ренални клиренс литијума, па је потребно смањити дозу литијума за око 25%